# マリア・デ・ラ・エスペランサ・デ・ボルボン＝ドス・シシリアス
マリア・デ・ラ・エスペランサ・デ・ボルボン＝ドス・シシリアス・イ・オルレアンス（Doña María de la Esperanza de Borbón-Dos Sicilias y Orleans, 1914年6月14日 - 2005年8月8日）は、スペインの王族、スペイン王女（Infanta de España）。ペトロポリス系ブラジル帝位請求者ペドロ・ガスタンの妻。スペイン王フェリペ6世の母方の大叔母にあたる。

## 生涯

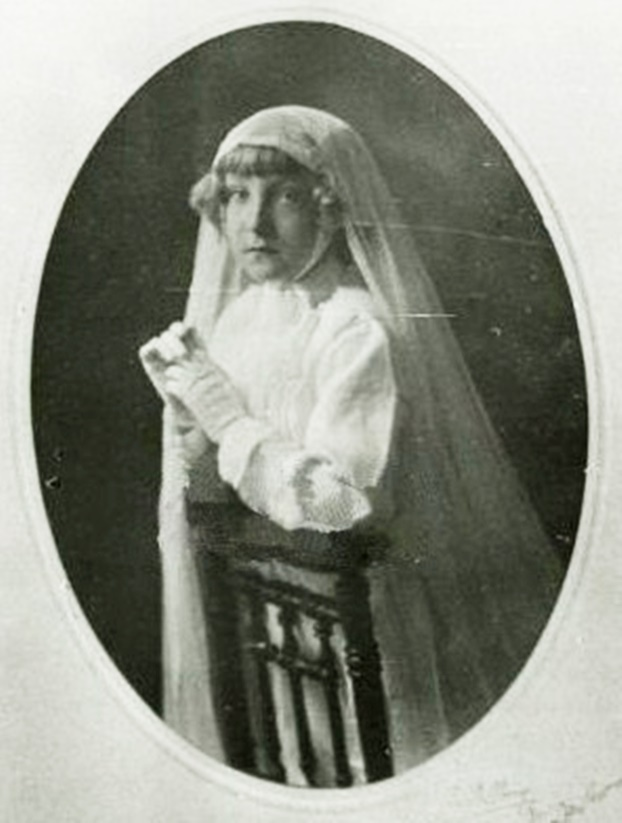
8歳頃のマリア・デ・ラ・エスペランサ、最初の聖体拝領の日（1922年）

両シチリア王家出身のカラブリア公カルロ・タンクレーディとその2番目の妻でフランスのオルレアニスト王位請求者パリ伯フィリップの娘であるルイーズ・ドルレアンの間の末娘として生まれた。全名はマリア・デ・ラ・エスペランサ・アマリア・ラニエラ・マリア・デル・ロシオ・ルイサ・ゴンサガ（Maria de la Esperanza Amália Raniera María del Rocío Luiza Gonzaga）。
父親が先妻のスペイン王女マリア・デ・ラス・メルセデスとの結婚を通じてスペイン王室の一員となっていたため、マリア・デ・ラ・エスペランサとその同母兄姉はスペイン王アルフォンソ13世の特旨により、スペイン王子・王女の称号を授けられた。
1944年12月18日にセビーリャにおいて、ペトロポリス系ブラジル皇帝家家長のペドロ・ガスタンと結婚し、名目上のブラジル皇后となった。夫妻の間には6人の子女が生まれた。2005年に母国スペインのビリャマンリケ・デ・ラ・コンデーサで死去した。

## 子女
- ペドロ・カルルシュ（1945年 - ） - ペトロポリス系ブラジル皇帝家家長
- マリア・ダ・グロリア（1946年 - ） - 1972年にユーゴスラビア元王太子アレクサンダルと結婚（1985年離婚）、1985年にセゴルベ公イニャシオ・デ・メディナ・イ・フェルナンデス・デ・コルドバと再婚
- アフォンソ・ドゥアルテ（1948年 - ）1973年にマリア・フアナ・パレホ・イ・グールチャガと結婚（1998年離婚）、2002年にシルヴィア＝アマリア・ウングリーア・デ・シルヴァ・マチャドと再婚
- マヌエル・アルヴァロ（1949年 - ）1977年にマルガリータ・ハフナー・イ・ランチャと結婚（1995年離婚）
- クリスティーナ・マリア（1950年 - ）1980年にヤン・パヴェウ・サピェハ＝ロジャンスキ公と結婚（1988年離婚）
- フランシスコ・ウンベルト（1956年 - ）1978年にクリスティーナ・シュミット＝ペサーニャと結婚しその後離婚、1980年にリタ・デ・カーシア・フェレイラ・ピレスと再婚